# طعمة
قرية طعمة هي إحدى القرى التابعة لمركز البداري في محافظة أسيوط في جمهورية مصر العربية. حسب إحصاءات سنة 2006، بلغ إجمالي السكان في طعمة 4457 نسمة، منهم 2247 رجل و2210 امرأة.